# Волузия Сатурнина
Волузия Сатурнина (лат. Volusia Saturnina; около 20 года до н. э. — после 15 года н. э.) — дочь Луция Волузия Сатурнина (консула-суффекта в 12 году до н. э.) и Нонии Поллы
Вышла замуж за Марка Лоллия, сына Марка Лоллия (консула в 21 году до н. э.), имела двух дочерей, славившихся своей красотой: младшую — Лоллию Паулину, третью жену императора Калигулы, и старшую — Лоллию Сатурнину, которая позже стала любовницей Калигулы.